# Kiss Each Other Clean
Kiss Each Other Clean — четвёртый студийный альбом Iron & Wine, выпущенный 25 января 2011 года. Название альбома взято из текста песни «Your Fake Name Is Good Enough for Me».
Первый трек с альбома, «Walking Far from Home», был выпущен 26 ноября 2010 года, как сингл на CD и виниле. 30 ноября состоялся его интернет-релиз. Песня «Tree by the River» также была размещена на официальном сайте группы и доступна для свободного скачивания.

## Список композиций
Автор всех песен - Сэм Бим.
| №   | Название                               | Длительность |
| --- | -------------------------------------- | ------------ |
| 1.  | «Walking Far from Home»                | 4:47         |
| 2.  | «Me and Lazarus»                       | 3:03         |
| 3.  | «Tree by the River»                    | 3:58         |
| 4.  | «Monkeys Uptown»                       | 3:48         |
| 5.  | «Half Moon»                            | 3:16         |
| 6.  | «Rabbit Will Run»                      | 5:30         |
| 7.  | «Godless Brother in Love»              | 3:50         |
| 8.  | «Big Burned Hand»                      | 4:12         |
| 9.  | «Glad Man Singing»                     | 4:40         |
| 10. | «Your Fake Name Is Good Enough for Me» | 7:01         |

| №   | Название              | Длительность |
| --- | --------------------- | ------------ |
| 11. | «Black Candle»        | 3:38         |
| 12. | «Lean into the Light» | 4:07         |